# Perikl Stavrov
Perikl (Périclès) Stavrovitch Stavrov, de son nom de naissance Stavropoulo, (respectivement en russe : Пери́кл Ста́врович Ставро́в et Ставропуло), né en 1895 à Odessa et mort en 1955 à Brunoy, est un poète, romancier et traducteur de la première vague de l'émigration russe, membre de plusieurs unions littéraires parisiennes.

## Biographie
Perikl Stavropoulo est dans une famille grecque d'Odessa. Il termine ses études au lycée d'Odessa en 1918, et les poursuit à la faculté de droit de l'Université de Nouvelle-Russie, qu'il achève avant l'entrée des armées soviétiques.
Dès la fin de ses études, il commence à écrire des poèmes, qu'il publie dans la revue La Bombe («Бомба). Il fait partie d'un cercle de jeunes poètes et écrivains odessites, auquel appartiennent aussi Edouard Bagritski, Anatoli Fioletov (ru), Ilia Ilf, Iouri Olecha et d'autres. Il rencontre également à Odessa Ivan Bounine, avec lequel il restera lié en émigration.
En 1920, il émigre en Grèce et obtient la nationalité grecque. À Athènes, se considérant comme toujours de culture russe, il vit parmi les émigrés. Il quitte le pays rapidement, pour vivre en Bulgarie et en Yougoslavie, puis à partir de 1926 en France, où il commence à écrire en français.
Il publie dans différentes revues, dont Nombres («Числа»), Cercle («Круг»), Limites («Грани») ou Billets contemporains («Современные записки»). Ses recueils de vers, Sans suites («Без последствий», 1933) et De nuit («Ночью», 1939) paraissent à cette époque. Il fait également des traductions du russe en français, dont le roman d'Ilf et Petrov Le veau d'Or; mais aussi Le Nez de Gogol et Pierre Le Grand de Tolstoï (1937).
En 1939, il est élu président de l'Association des écrivains et des poètes russes en France, qui, fermée par les Allemands, continue à se réunir dans son appartement. Pendant l'occupation et l'après-guerre, il sa consacre à la rédaction d'articles, récits ou essais sur des sujets artistiques et critiques, ainsi que sur les écrivains qu'il a connus à Odessa ou à Paris, Iouri Olecha, Edouard Bagritski, Nikolaï Berdiaev ou Boris Vildé. Une partie est publiée dans les années 1950 dans la revue La Nouvelle Parole russe. Il continue à écrire et à participer à la vie littéraire du Paris « russe » malgré la maladie, et meurt le 10 février 1955 à Brunoy.

## Œuvre poétique
Ses premiers vers écrits à Odessa montrent une forte influence d'Innokenti Annenski. Son oeuvre plus tardive est marquée par les motifs et la poétique de la Note parisienne, de laquelle il se distingue cependant.
Deux recueils de vers, Sans suites et De nuit, sont publiés de son vivant. Ses poèmes figurent également dans des anthologies de poésie russe à l'étranger. L'édition la plus complète de ses poésies, Sur un battement d'ailes («На взмахе крыла»); parait à Odessa en 2003.